# جائحة فيروس كورونا في زيمبابوي
توثق هذه المقالة آثار جائحة فيروس كورونا 2019-2020 في زيمبابوي، وقد لا تشمل جميع الاستجابات والإجراءات الرئيسية المعاصرة.

## خلفية
في 12 يناير 2020، أكدت منظمة الصحة العالمية عن ظهور فيروس كورونا المستجد كسبب للمرض التنفسي الذي أصاب مجموعة من الأشخاص في مدينة ووهان، مقاطعة خوبي، الصين، إذ أُبلغ عنهم إلى منظمة الصحة العالمية في 31 ديسمبر 2019. كانت نسبة الوفيات بين الحالات المُشخصة بكوفيد-19 أقل بكثير من جائحة فيروس سارس في عام 2003، لكن انتقال العدوى كان أكبر، والوفيات أيضًا.

## الجدول الزمني
شهدت زيمبابوي أول حالة إصابة بفيروس كورونا من رجل مقيم في شلالات فيكتوريا الذي سافر من المملكة المتحدة عبر جنوب إفريقيا في 15 مارس. لم يتم الإبلاغ عن أي حالة وفاة، وقد استمر المريض في عزلته الذاتية في المنزل وأظهر علامات التعافي.

## الوقاية
قبل وجود أي حالات مؤكدة في البلاد، أعلن الرئيس إمرسون منانغاغوا حالة الطوارئ الوطنية، ووضع قيود السفر وحظر التجمعات الكبيرة. أثار وزير الدفاع في البلاد أوبا موتشينجوري الجدل بالقول إن الفيروس يمكن أن يكون عقابًا إلهيًا على الدول الغربية لفرض عقوبات على زيمبابوي.